# Sundern (Sauerland)
Sundern (Sauerland) è una città di 27 511 abitanti della Renania Settentrionale-Vestfalia, in Germania.
Appartiene al distretto governativo (Regierungsbezirk) di Arnsberg e fa parte del circondario dell'Alto Sauerland.
Sundern si fregia del titolo di "Media città di circondario" (Mittlere kreisangehörige Stadt).

## Storia
La città di Sundern (Sauerland) venne creata il 1º gennaio 1975, in attuazione della legge di riassetto amministrativo del Land del Nordreno-Westfalia del 5 novembre 1974, dalla fusione di 19 fra comuni e parti di comuni preesistenti. Contemporaneamente il nuovo ente comunale venne insignito del titolo di città.

### Simboli
I simboli della città di Sundern (Sauerland) sono lo stemma (Wappen), la bandiera (Banner) e il sigillo (Siegel) concessi il 26 giugno 1978 dal presidente del distretto governativo di Arnsberg.
Stemma
Bandiera
Sigillo

## Geografia antropica
La città di Sundern (Sauerland) è suddivisa in 16 frazioni (Ortschaft)::
- Allendorf;
- Altenhellefeld;
- Amecke;
- Endorf, con la località Röhrenspring;
- Enkhausen, con la località Estinghausen;
- Hachen;
- Hagen, con la località Wildewiese;
- Hellefeld, con la località Herblinghausen;
- Hövel;
- Langscheid;
- Linnepe;
- Meinkenbracht;
- Stemel;
- Stockum;
- Sundern, con le località Erfthagen e Waldstraße;
- Westenfeld, con le località Wöstefeld e König.

Ogni frazione è rappresentata da un presidente di frazione (Ortsvorsteher).

## Amministrazione

### Gemellaggi
Sundern è gemellata con:
- Schirgiswalde, dal 1990[8]
- Calopezzati, dal 2009[9]

La frazione di Hachen è gemellata con:
- Torfou, dal 2000

Il ginnasio cittadino (Städtisches Gymnasium) è gemellato dal 1977 con il Collège public della città francese di Benet.